# Royal Golf Club du Hainaut
De Royal Golf Club du Hainaut is een Belgische golfclub in Erbisoeul-lez-Mons in de provincie Henegouwen.

## Geschiedenis
Op het Erbisoeul plateau ligt een gebied van 27 hectare, dat ooit toebehoorde aan de prinsen van Croÿ. Later was er een schietbaan en een gevangenenkamp. De 18 holesbaan is in 1931 aangelegd door de Engelse golfbaanarchitect Tom Simpson. De twee 9-holes lussen heten Les Bruyères (par 36) en Le Quesnoy (par 36). De baan is vlak en smal.
In 1960 is er een derde lus van negen holes bijgekomen: Les Étangs (par 36), ontworpen door Fred Hawtree. Deze baan is langer en heuvelachtig. Er is ook een 9-holes pitch & putt baan.
Op 18 december 1946 was de club betrokken bij de oprichting van de Koninklijke Belgische Golf Federatie.